# دوناگ‌کلونی
دوناگ‌کلونی (به انگلیسی: Donaghcloney) یک روستا در بریتانیا است که در شهرستان داون واقع شده‌است. دوناگ‌کلونی ۹۷۲ نفر جمعیت دارد.